# 昌平青龙观
青龙观，位于北京市昌平区南口镇龙潭村，是一座道教全真派坤道道观。

## 历史
青龙观始建于明末清初，历史上是当地道教信众的祈雨场所。
2006年12月15日，青龙观舉行了恢復為宗教活動場所的頒證儀式，正式恢复道教活动。此为北京市道教協會成立以來恢復的第三座道教宮觀，也是昌平區恢復的首座道觀，还是北京市恢复的第一座坤道宫观。该观恢复活动后的首任住持为女道长梁鑫。